# Acropora kimbeensis
Acropora kimbeensis är en korallart som beskrevs av Wallace 1999. Acropora kimbeensis ingår i släktet Acropora och familjen Acroporidae. IUCN kategoriserar arten globalt som sårbar. Inga underarter finns listade i Catalogue of Life.